# Сезарвил Досенвил
Сезарвил Досенвил (фр. Césarville-Dossainville) је насеље и општина у централној Француској у региону Центар (регион), у департману Лоаре која припада префектури Питивје.
По подацима из 2005. године у општини је живело 216 становника, а густина насељености је износила 11,3 становника/km². Општина се простире на површини од 19,06 km². Налази се на средњој надморској висини од 135 метара (максималној 142 m, а минималној 106 m).

## Демографија
| 1962. | 1968. | 1975. | 1982. | 1990. | 1999. | 2011. |
| ----- | ----- | ----- | ----- | ----- | ----- | ----- |
| 326   | 313   | 225   | 230   | 232   | 248   | 228   |

График промене броја становника у току последњих година